# Ein Fräulein in Nöten
Ein Fräulein in Nöten (englisch A Damsel in Distress) ist eine US-amerikanische musikalische Filmkomödie aus dem Jahre 1937. Das Drehbuch basiert auf dem gleichnamigen Roman von Co-Autor P. G. Wodehouse. Der Film wurde von RKO produziert. Es ist der erste Film mit Fred Astaire ohne seine bisherige Partnerin Ginger Rogers.

## Handlung
Das Liebesleben der Lady Alyce Marshmorton ist die Grundlage von Klatsch und Tratsch unter den Angestellten von Totleigh Castle. Auf eine Hochzeit der Lady werden Wetten abgeschlossen, die vom Haushofmeister Beggs initiiert werden. Der junge Diener Albert fälscht, um seine Wette zu gewinnen, einen Liebesbrief von Alyce an den Musicalstar Jerry Halliday, den Alyce in London getroffen hat. Jerry glaubt an die Liebesversicherungen in dem Brief. Mit seinem Biografen George und der Stenotypistin Gracie reist Jerry von London zum Anwesen der Marshmortons. Alyce, die in einen amerikanischen Skirennläufer verliebt ist, wird von ihrer altmodischen Tante Caroline behütet. Alyce ist von Jerrys Ankunft und seinen Liebesbezeigungen irritiert. Mit Hilfe von Lord John, dem Vater von Alyce, kann Jerry sie zu einer Karnevalsfeier locken. Dort gewinnt er ihr Herz.
Beggs hat sein Geld auf Reggie, den etwas naiven Stiefsohn von Lady Caroline, gesetzt. Er zwingt Albert dazu, die Wetten zu tauschen. Aus Rache dafür zeigt Albert Alyce einen Zeitungsartikel, der sich über Jerrys Affären auslässt. Alyce ist verletzt und teilt Jerry auf einem Ball das Ende ihrer Beziehung mit. Wieder setzt sich Lord John für Jerry ein. Als Reggie zudem Gracie Avancen macht, lässt sich Alyce doch von Jerrys wahrer Liebe für sie überzeugen.

## Kritiken
Das Lexikon des internationalen Films über den Film: „Tanz- und Musikfilm ganz auf zugeschnitten auf Fred Astaire. Weithin schwungvoll-humorige Unterhaltung, die nur wenige, jedoch gelungene Astaire-Soli bietet.“
Dave Kehr vom Chicago Reader lobt besonders die Schauspieler, wobei die Arbeit von Burns und Allen mit Astaire erstaunlich effektiv sei.

## Auszeichnungen
1938 wurde der Film in der ehemaligen Kategorie Beste Tanzregie (Hermes Pan) mit dem Oscar ausgezeichnet. In der Kategorie Bestes Szenenbild(s/w) wurde Carroll Clark für den Oscar nominiert.

## Hintergrund
Die US-Premiere fand am 19. November 1937 statt. In Deutschland erschien der Film erstmals am 8. August 1985 in einer Fernsehfassung des ZDF.
Bei einem geschätzten Budget von etwas über einer Million US-Dollar spielte der Film weltweit ca. 1,5 Millionen US-Dollar ein.
In einer kleinen Nebenrolle ist Jack Carson zu sehen.
Fast alle Filmsongs wurden von Ira Gershwin (Text) und George Gershwin (Melodie) komponiert. Dazu gehörten I Can't Be Bothered Now, The Jolly Tar and the Milkmaid, Stiff Upper Lip, Things Are Looking Up, Sing of Spring, A Foggy Day und Nice Work If You Can Get It. Hinzu kommt noch das Instrumentalstück Put Me to the Test, dessen Text nicht gebraucht wurde, da es sich um ein reines Tanzstück für Astaire handelt, und Ah! May Heaven to You Grant Pardon in einer ins Englische übersetzten Version von Friedrich von Flotow. Vier Monate vor der Uraufführung des Films verstarb Komponist George Gershwin an den Folgen eines Tumors.